# Resultados do Carnaval de Porto Alegre em 1995
Resultados do Carnaval de Porto Alegre em 1995. O grupo especial foi vencido pela escola Imperadores do Samba que apresentou o enredo, O fantástico mundo de Monteiro Lobato.

## Grupo Especial
| Colocação | Escola                     | Pontos | Nota      | Ref.  |
| --------- | -------------------------- | ------ | --------- | ----- |
| 1º        | Imperadores do Samba       | 178    |           | [ 1 ] |
| 2º        | Bambas da Orgia            | 177    |           | [ 1 ] |
| 3º        | Estado Maior da Restinga   | 175    |           | [ 1 ] |
| 4º        | Imperatriz Dona Leopoldina | 165    |           | [ 1 ] |
| 5º        | União da Tinga             | 162    |           | [ 1 ] |
| 6º        | Filhos da Candinha         | 160    |           | [ 1 ] |
| 7º        | União da Vila do IAPI      | 157    |           | [ 1 ] |
| 8º        | Academia de Samba Praiana  | 157    |           | [ 1 ] |
| 9º        | Acadêmicos da Orgia        | 153    | Rebaixada | [ 1 ] |

## Grupo A
| Colocação | Escola                        | Nota      | Ref.  |
| --------- | ----------------------------- | --------- | ----- |
| 1º        | Império da Zona Norte         | Promovida | [ 1 ] |
| 2º        | Diplomatas de Alvorada        |           | [ 1 ] |
| 3º        | Mocidade da Lomba do Pinheiro |           | [ 1 ] |
| 4º        | Estação Primeira da Figueira  |           | [ 1 ] |
| 5º        | Fidalgos e Aristocratas       |           | [ 1 ] |
| 6º        | Realeza                       |           | [ 1 ] |
| 7º        | Unidos da Zona Norte          |           | [ 1 ] |
| 8º        | Embaixadores do Ritmo         |           | [ 1 ] |
| 9º        | Academia Samba Puro           | Rebaixada | [ 1 ] |

## Grupo B
| Colocação | Escola                 | Nota      | Ref.  |
| --------- | ---------------------- | --------- | ----- |
| 1º        | Unidos do Guajuviras   | Promovida | [ 1 ] |
| 2º        | Os Astros de Alvorada  |           | [ 1 ] |
| 3º        | Acadêmicos de Gravataí |           | [ 1 ] |
| 4º        | Unidos de Vila Isabel  |           | [ 1 ] |
| 5º        | Copacabana             |           | [ 1 ] |
| 6º        | Unidos da Vila Mapa    |           | [ 1 ] |
| 7º        | Portela                |           | [ 1 ] |
| 8º        | Beija-Flor do Sul      | Rebaixada | [ 1 ] |
| 9º        | Garotos da Orgia       | Rebaixada | [ 1 ] |

## Tribos
| Colocação | Tribo        | Pontos | Ref.        |
| --------- | ------------ | ------ | ----------- |
| 1º        | Os Tapuias   | 155    | [ 1 ] [ 2 ] |
| 2º        | Guaianazes   | 148    | [ 1 ] [ 2 ] |
| 3º        | Os Comanches | 114    | [ 1 ] [ 2 ] |